# Ernst Hellqvist
Ernst Richard Hellqvist, född 18 november 1878 i Alingsås, död 5 april 1944 i Karlstad, var en svensk idrottare (kortdistanslöpare). Han tävlade för Alingsås IF.
År 1897 vann Hellqvist SM på 100 meter (tid 11,4 s).